# Diplycosia saurauioides
Diplycosia saurauioides är en ljungväxtart som beskrevs av J.J. Smith. Diplycosia saurauioides ingår i släktet Diplycosia och familjen ljungväxter. Inga underarter finns listade i Catalogue of Life.